# Bantan Air
Bantan Air is een bestuurslaag in het regentschap Bengkalis van de provincie Riau, Indonesië. Bantan Air telt 5360 inwoners (volkstelling 2010).